# Synapsis
Synapsis é um género botânico pertencente à família Schlegeliaceae.

## Espécies
- Synapsis ilicifolia

## Nome e referências
Synapsis Griseb.